# Флаг сельского поселения Ямкинское
Флаг сельского поселения Я́мкинское — официальный символ сельского поселения Ямкинское Ногинского муниципального района Московской области Российской Федерации. Учреждён 19 февраля 2009 года.
Составлен на основании герба сельского поселения Ямкинское по правилам и соответствующим традициям вексиллологии и отражает исторические, культурные, общественные, национальные и другие местные традиции.

## Описание
Представляет собой красное прямоугольное полотнище с соотношением сторон 2:3, несущее по верхнему краю жёлтую горизонтальную полосу (шириной 3/10 ширины полотнища), а в центре полотнища белый колокол и сквозной красно-жёлтый ромб (красный на жёлтой части полотнища и жёлтый — на красной).

## Обоснование символики
Установить точное происхождение названия сельского поселения (известного по письменным источникам с 1628 года) сложно. По одной из версий оно произошло от слова «ям», что с татарского переводится как «почтовая станция» (отсюда же и слово «ямщик»).
На территории сельского поселения расположены церковь Рождества Христова в селе Ямкино, церковь Покрова Пресвятой Богородицы в селе Воскресенское, Николо-Берлюковская пустынь в деревне Авдотьино. Все они символически представлены на флаге колоколом. Колокол не только символ духовности, но и символ призыва к объединению в борьбе со злом и символ извещения, перемен. Первоначально и почтовые экипажи снаряжались колокольчиками (заменённые затем бубенцами), как для отпугивания диких зверей, так и для извещения о прибытии на почтовую станцию.
Из-за скудости местных почв жители мало занимались земледелием. Основным промыслом были извоз и ткачество. Ромб на флаге, внешне похожий на ткацкое веретено, символизирует надомное ткачество, выросшее впоследствии в шерстяно- и шёлкоткацкие мастерские. Ромб (веретено) — символизирует связь сельского поселения с Ногинским районом, на флаге которого шесть таких же ромбов.
Красный цвет символизирует мужество, жизнеутверждающую силу, красоту, праздник.
Жёлтый цвет (золото) символизирует высшую ценность, величие, великодушие, богатство.
Белый цвет (серебро) символизирует чистоту, ясность, открытость, божественную мудрость, примирение.